# Едуардо де Фиори Мендес Каду
Едуардо де Фиори Мендес Каду (порт. Carlos Eduardo de Fiori Mendes; Андрадина, 31. август 1986) бразилски је фудбалер. Игра на позицији везног нападача, те понекад и на позицији крила.

## Каријера
Каду је у Бразилу играо за Порто Алегре одакле је у лето 2007. године прешао у Зету. У црногорском клубу је провео наредне две сезоне и за то време је одиграо 51 утакмицу и постигао 15 голова. У јуну 2009, заједно са саиграчем из Зете Савиом, потписује трогодишњи уговор са Црвеном звездом. Почетком 2012. године је продужио уговор.
Каду је провео наредне четири сезоне у Црвеној звезди, а наступио је на укупно 104 утакмица и постигао 25 голова. Најефикаснија сезона му је била 2011/12. када је у Суперлиги Србије постигао 11 голова. Са Црвеном звездом је освојио два национална Купа. Остаће упамћен и по голу са 25 метара у 142. вечитом дербију када је у последњим тренуцима сусрета донео победу над Партизаном у Хумској - 1:0. У моменту одласка из клуба, Каду је био страни играч са највише голова и највише одиграних утакмица у историји ФК Црвена звезда. Касније су његови рекорди оборени. Вијеира и Боаћи су га престигли на листи најбољих стрелаца а Доналд по броју утакмица.
У јуну 2013. је прешао у Шериф из Тираспоља. Играч Шерифа је био до марта 2016. када је због приватних проблема споразумно раскинуо уговор са клубом. У дресу молдавског клуба је за две године и девет месеци одиграо укупно 103 утакмице на којима је постигао 18 голова и забележио 21 асистенцију. Са Шерифом је играо у групној фази Лиге Европе у сезони 2013/14. Освојио је по једно првенство и Куп као и два Суперкупа Молдавије.
У сезони 2016/17. је играо у Либану за Ал Ахли. У јуну 2017. је потписао уговор са Балзаном из Малте, у чијем дресу је провео наредне две сезоне.

## Трофеји

### Црвена звезда
- Куп Србије (2) : 2009/10, 2011/12.

### Шериф
- Првенство Молдавије (1) : 2013/14.
- Куп Молдавије (1) : 2014/15.
- Суперкуп Молдавије (2) : 2013, 2015.